# Upper Tazimina Lake
Der Upper Tazimina Lake ist ein See im Südwesten des US-Bundesstaates Alaska.
Der Upper Tazimina Lake (upper engl. für „oberer“) ist der obere zweier langgestreckter Seen am Flusslauf des Tazimina River. Der 15,9 km² große See glazialen Ursprungs befindet sich auf einer Höhe von 234 m in den Chigmit Mountains, einem Gebirgszug der nördlichen Aleutenkette. Nächster Ort ist das am Lake Clark gelegene Port Alsworth. Durchflossen wird der in Ost-West-Richtung ausgerichtete 13,4 km lange und maximal 1,4 km breite See vom Tazimina River. Der See befindet sich innerhalb des Lake Clark National Preserve. 9 km talabwärts, weiter westlich, befindet sich der Lower Tazimina Lake.